# Jonakustisk våg
En jonakustisk våg är motsvarigheten till en ljudvåg i ett kollisionsfritt plasma. I en vanlig gas, till exempel luft, utbreder sig ljudvågor tack vare att de molekyler gasen är uppbyggd av kolliderar med varandra. I ett plasma, som ju består av laddade partiklar (joner och elektroner) kan dock partiklarna påverka varandra utan att kollidera tack vare sin elektriska laddning. Den jonakustiska vågen kan därför utbreda sig även i ett helt kollisionsfritt plasma, med hastighet
{\displaystyle v_{s}={\sqrt {\frac {\gamma _{e}ZkT_{e}+\gamma _{i}kT_{i}}{M}}}}
där {\displaystyle k} är Boltzmanns konstant, {\displaystyle M} är jonernas massa, {\displaystyle Z} jonernas laddning, {\displaystyle T_{e}} är elektrontemperaturen och  {\displaystyle T_{i}} är jontemperaturen. Normalt sätts γe till ett, eftersom elektronernas rörlighet är så stor att de är isoterma på den jonakustiska vågens tidsskala, medan γi sätts till 3, vilket är rimligt för endimensionell rörelse.